# Arkia Israeli Airlines
Arkia Israeli Airlines (hebräisch ארקיע Ich werde zum Höhenflug ansetzen) ist die zweitgrößte israelische Fluggesellschaft mit Sitz in Tel Aviv und Basen auf den Flughäfen Tel Aviv-Ben Gurion und, bis zu dessen Schließung im Jahr 2019, Tel Aviv-Sde-Dov.

## Geschichte
Arkia Israeli Airlines wurde 1949 unter anderem durch El Al als Arkia Inland Airlines gegründet und nahm ab 1950 ihren Flugbetrieb auf. 1972 übernahmen Kanaf Airlines und Aviation Services 50 Prozent der Anteile der Fluggesellschaft und benannten sie in Kanaf Arkia Airline and Aviation Services um.
Nach der Insolvenz der Primera Air Scandinavia wurde Arkia Israeli Airlines zum Erstkunden des Airbus A321LR. Durch den Einbau von 220 Sitzen kann die Gesellschaft jedoch die erhöhte Reichweite von 4000 Seemeilen nicht nutzen, die wäre nur mit bis zu 206 Sitzen möglich.

## Flugziele
Arkia Israeli Airlines bietet sowohl Linien- als auch Charterflüge sowie Pauschalpakete an. Im Liniendienst fliegt sie innerhalb Israels von Eilat und Tel Aviv-Ben Gurion. International werden Städte in Europa sowie als deutschsprachige Linienziele derzeit der Flughafen Frankfurt Main und Flughafen Salzburg bedient. Bis zur Corona-Pandemie wurde lediglich der Flughafen München angeflogen.

## Flotte

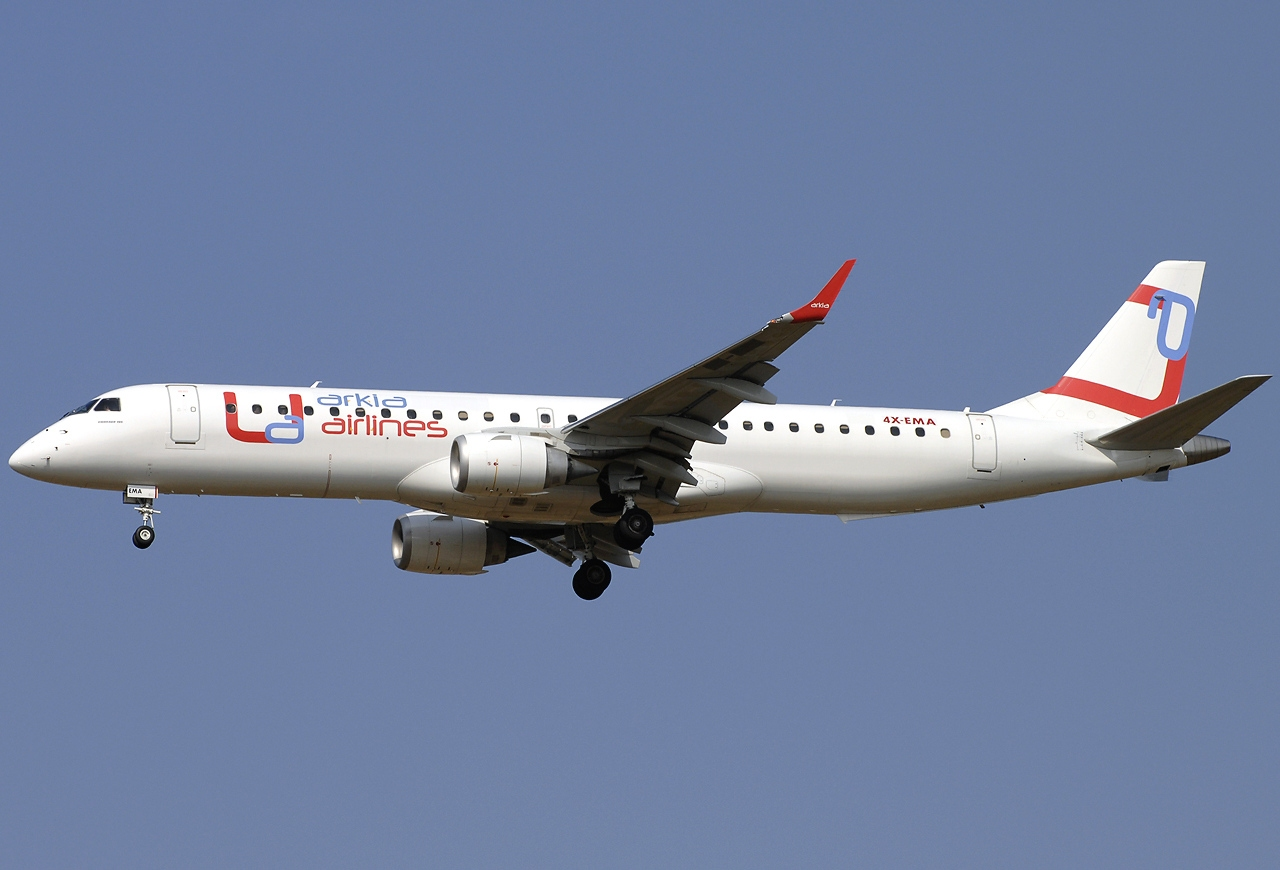
Embraer 195 der Arkia im ehemaligen Farbschema

### Aktuelle Flotte
Mit Stand Januar 2022 besteht die Flotte der Arkia Israeli Airlines aus fünf Flugzeugen mit einem Durchschnittsalter von 6,0 Jahren:

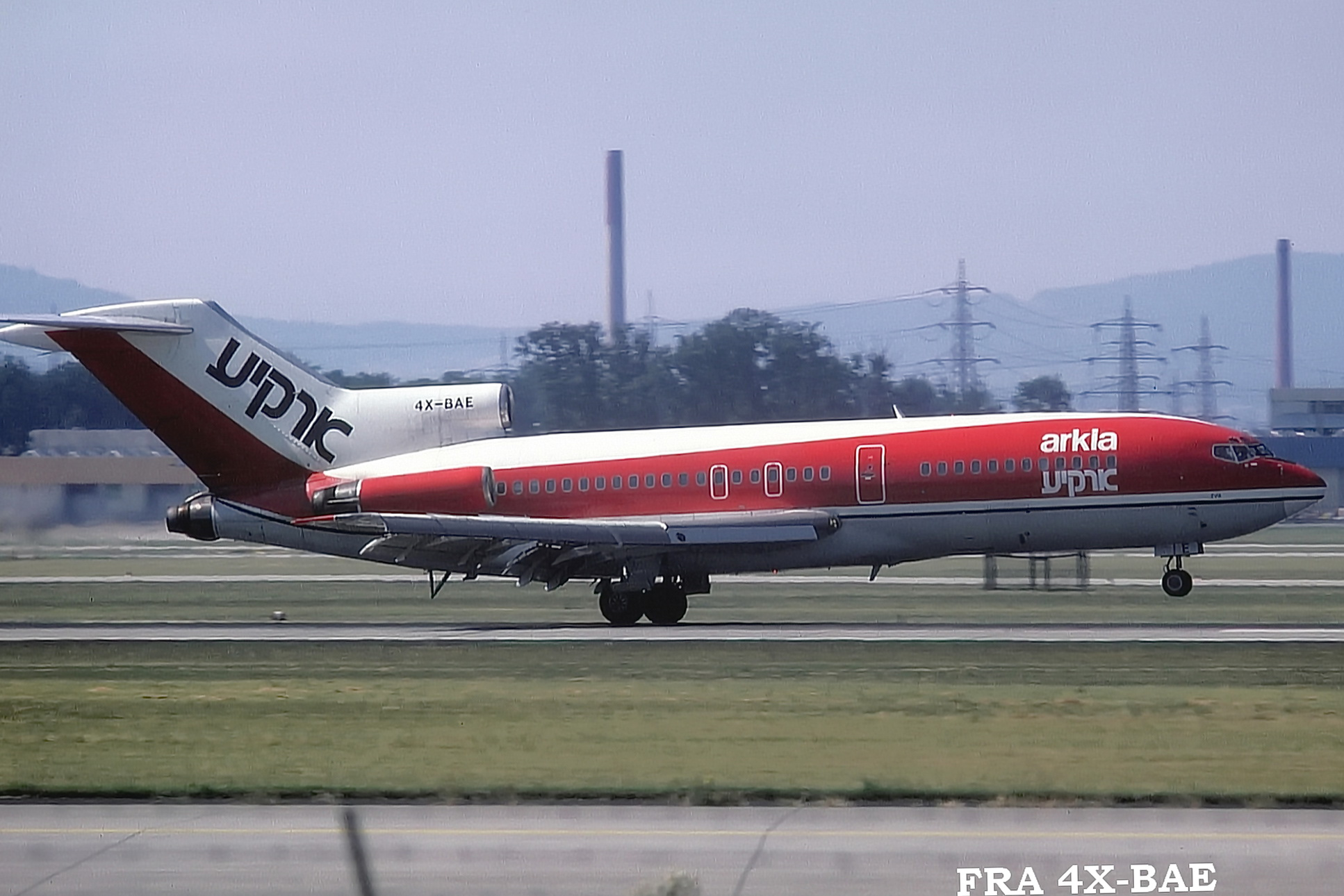
Boeing 727-100 der Arkia, 1984

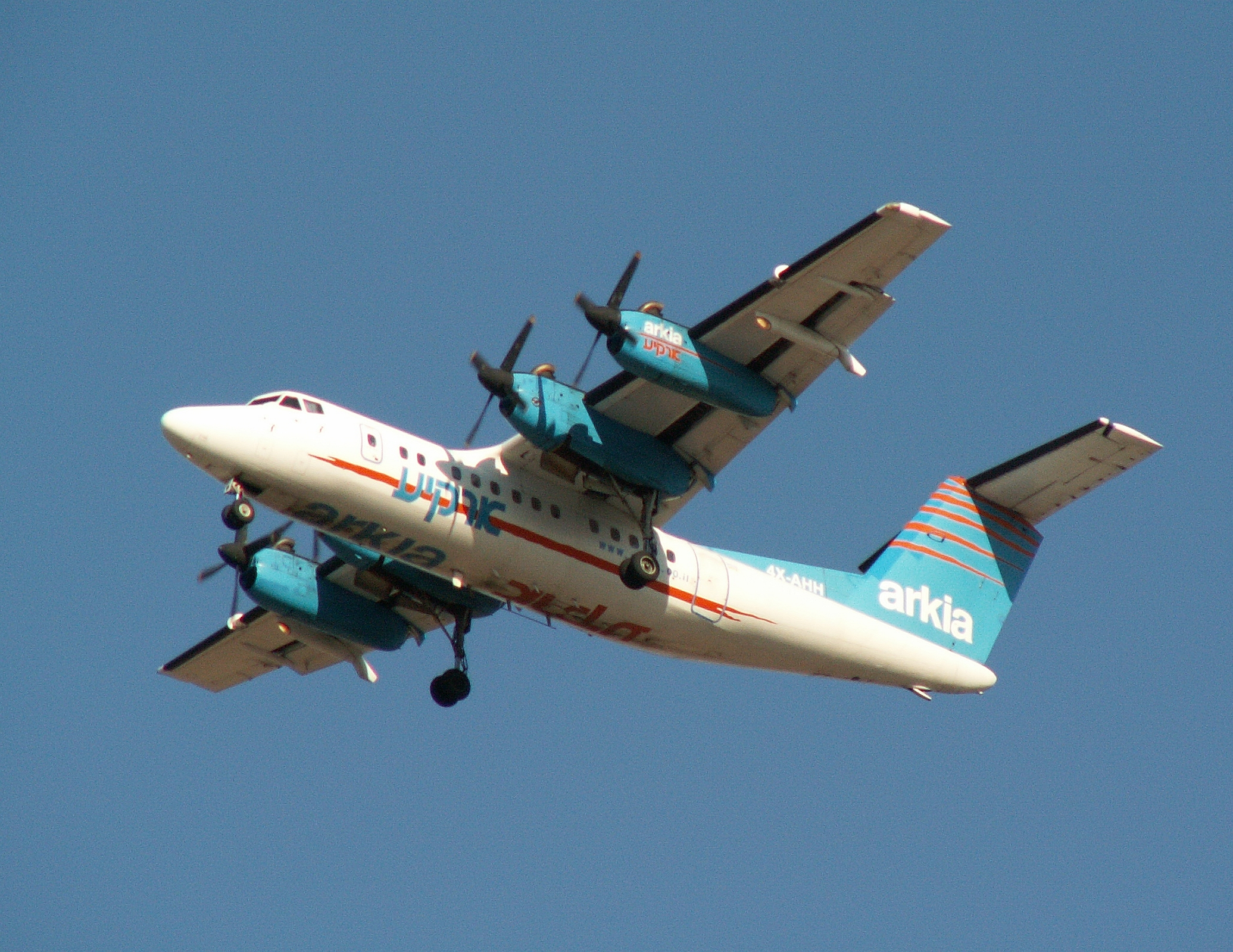
de Havilland Canada DHC-7 der Arkia, 2005

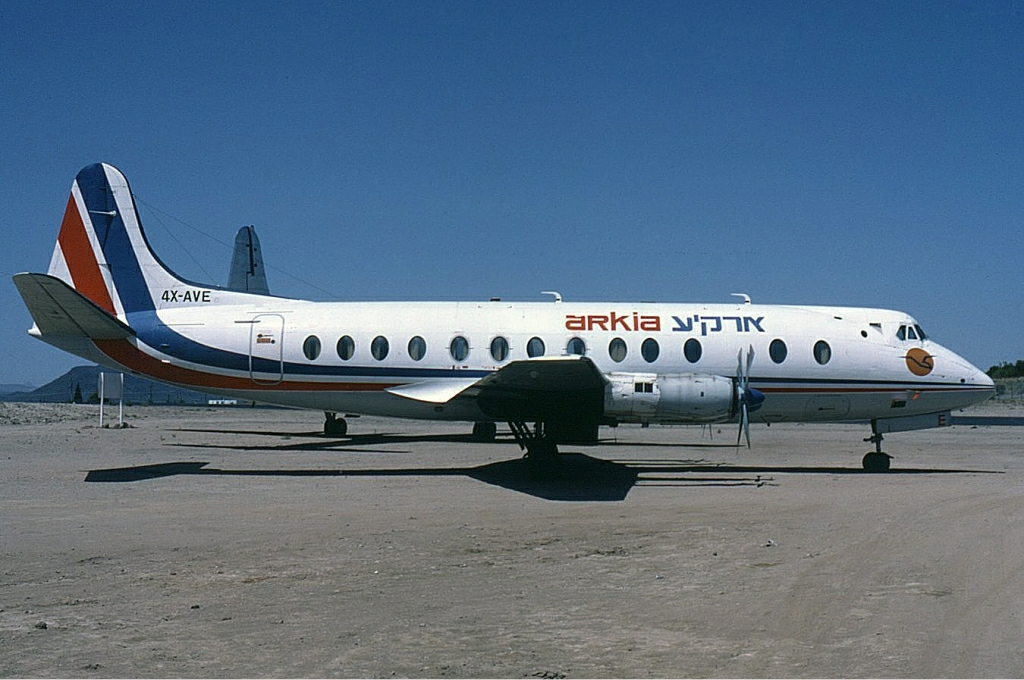
Vickers 831 Viscount der Arkia, 1983, nahezu baugleich mit der 1969 verunglückten

| Flugzeugtyp   | Anzahl | bestellt | Anmerkungen                                      | Sitzplätze | Durchschnittsalter (Januar 2022) |
| ------------- | ------ | -------- | ------------------------------------------------ | ---------- | -------------------------------- |
| Airbus A321LR | 2      |          | Erstkunde, Erstauslieferung am 14. Dezember 2018 | 220        | 3,2 Jahre                        |
| Embraer 195   | 3      |          |                                                  | 122        | 7,9 Jahre                        |
| Gesamt        | 5      |          |                                                  |            | 6,0 Jahre                        |

### Ehemalige Flugzeugtypen
Arkia Israeli Airlines setzte folgende Flugzeugtypen in der Vergangenheit ein:
- Airbus A320-200
- ATR 72-500
- BAC 1-11
- Boeing 707
- Boeing 727
- Boeing 737-200
- Boeing 757-200/-300
- Boeing 767-300
- Britten-Norman Islander
- Cessna 337 Skymaster
- de Havilland Canada DHC-6 Twin Otter
- de Havilland Canada DHC-7
- Douglas DC-3
- Embraer 190
- Fairchild Swearingen Metro
- Handley Page Herald
- Piper PA-31-350 Navajo Chieftain
- Vickers Viscount

## Zwischenfälle
- Am 26. Oktober 1969 verunglückte eine Vickers Viscount 833 der Arkia (Luftfahrzeugkennzeichen 4X-AVC) bei der Landung während eines nächtlichen Trainingsfluges auf dem Flughafen Tel Aviv-Lod. Alle drei Piloten an Bord überlebten den Totalschaden.[10]

- Im November 2002 entkam eine Boeing 757-300 der Arkia Israeli Airlines nur knapp einem Abschuss durch eine schultergestützte 9K32 Strela-2, nachdem sie kurz zuvor in Mombasa gestartet war.[11]